# Charles Bauwens
Charles Bauwens – belgijski piłkarz grający na pozycji obrońcy. Był reprezentantem Belgii.

## Kariera klubowa
Całą swoją karierę piłkarską Bauwens spędził w klubie Daring Club, w którym w sezonie 1904/1905 zadebiutował pierwszej lidze belgijskiej i grał w nim do końca sezonu 1924/1925. Z klubem tym czterokrotnie wywalczył mistrzostwo Belgii w sezonach 1911/1912, 1912/1913, 1913/1914 i 1919/1920 oraz wicemistrzostwo w sezonie 1908/1909.

## Kariera reprezentacyjna
W reprezentacji Belgii Bauwens zadebiutował 26 marca 1910 w zremisowanym 2:2 towarzyskim meczu z Anglią, rozegranym w Brukseli. Od 1910 do 1912 rozegrał w kadrze narodowej 5 meczów.